# Minous dempsterae
Minous dempsterae är en fiskart som beskrevs av Eschmeyer, Hallacher och Rama-rao, 1979. Minous dempsterae ingår i släktet Minous och familjen Synanceiidae. IUCN kategoriserar arten globalt som livskraftig. Inga underarter finns listade i Catalogue of Life.